# Maarten van Nierop (1939-2018)
Maarten Silvester Godfried Karel van Nierop  (Den Haag, 1 januari 1939 − Amsterdam, 27 juli 2018) was een Nederlands gewoon hoogleraar filosofie van kunst en cultuur aan de Universiteit van Amsterdam.

## Biografie
Van Nierop was de zoon van journalist, NSB'er en latere taalkundige Maarten van Nierop (1912-1979). Hij deed zijn staatsexamen gymnasium in 1958 en zijn kandidaatsexamen Duits in 1963 aan de Rijksuniversiteit Leiden, zijn doctoraal examen filosofie aan de Universiteit van Amsterdam op 9 juli 1969 met de scriptie Martin Heideggers ontologie van het kunstwerk. Een kritische tekstanalyse van "Sein und Zeit", 1. Abschnitt, en van "Der Ursprung des Kunstwerkes". In 1970 vertaalde hij Was ist Metaphysik? van Martin Heidegger. In 1989 promoveerde hij op Denken in tweespalt. Interpreteren in ambivalentie aan de Universiteit van Amsterdam. Vervolgens werd hij hoofddocent esthetica aan de UvA. In 1990 werd hij benoemd tot bijzonder hoogleraar aan de Rijksuniversiteit Leiden met de leeropdracht wijsgerige antropologie en de grondslagen van het humanisme waar hij inaugureerde op 27 september 1991 met de rede De hogere domheid van de libertijn; dit hoogleraarschap eindigde in 1993. Per 1 september 1993 werd hij benoemd tot gewoon hoogleraar filosofie van kunst en cultuur aan de Universiteit van Amsterdam. In 1995 schreef hij het levensbericht van zijn leermeester Jan Aler (1910-1992). In 1996 bezorgde hij de inleiding van Arthur Schopenhauers De wereld een hel. Per 1 februari 2000 ging hij met emeritaat; zijn afscheidsrede met de titel Huivering en klacht hield hij op 27 mei 2005.
Van Nierop overleed in 2018 op 79-jarige leeftijd.

### Eigen werk
- Martin Heideggers ontologie van het kunstwerk. Een kritische tekstanalyse van "Sein und Zeit", 1. Abschnitt, en van "Der Ursprung des Kunstwerkes". Amsterdam, 1969 (doctoraalscriptie) en 1979².
- Gedachten over kitsch. Wageningen, 1978.
- De hogere domheid van de libertijn. Humanisme tussen Verlichting en postmoderniteit. [Leiden, 1991] (inaugurele rede, Leiden).
- Huivering en klacht. Over esthetica van het elegisch-sublieme. Amsterdam, 2005 (afscheidsrede, Amsterdam).

### Vertaling
- Martin Heidegger, Wat is metafysica? Tielt [etc.], 1970.

- Bibsys: 90740886
- Bibliothèque nationale de France: cb13740815v (data)
- Digitale Bibliotheek voor de Nederlandse Letteren: nier035
- International Standard Name Identifier: 0000 0000 2534 8119
- Library of Congress Control Number: n85126262
- NARCIS: PRS1238327
- Nederlandse Thesaurus van Auteursnamen: 06950315X
- Virtual International Authority File: 59262574
- WorldCat: E39PBJvXdFHF8BMbFyKmwM9VYP